# Башня-толстушка (Адлерсхоф)

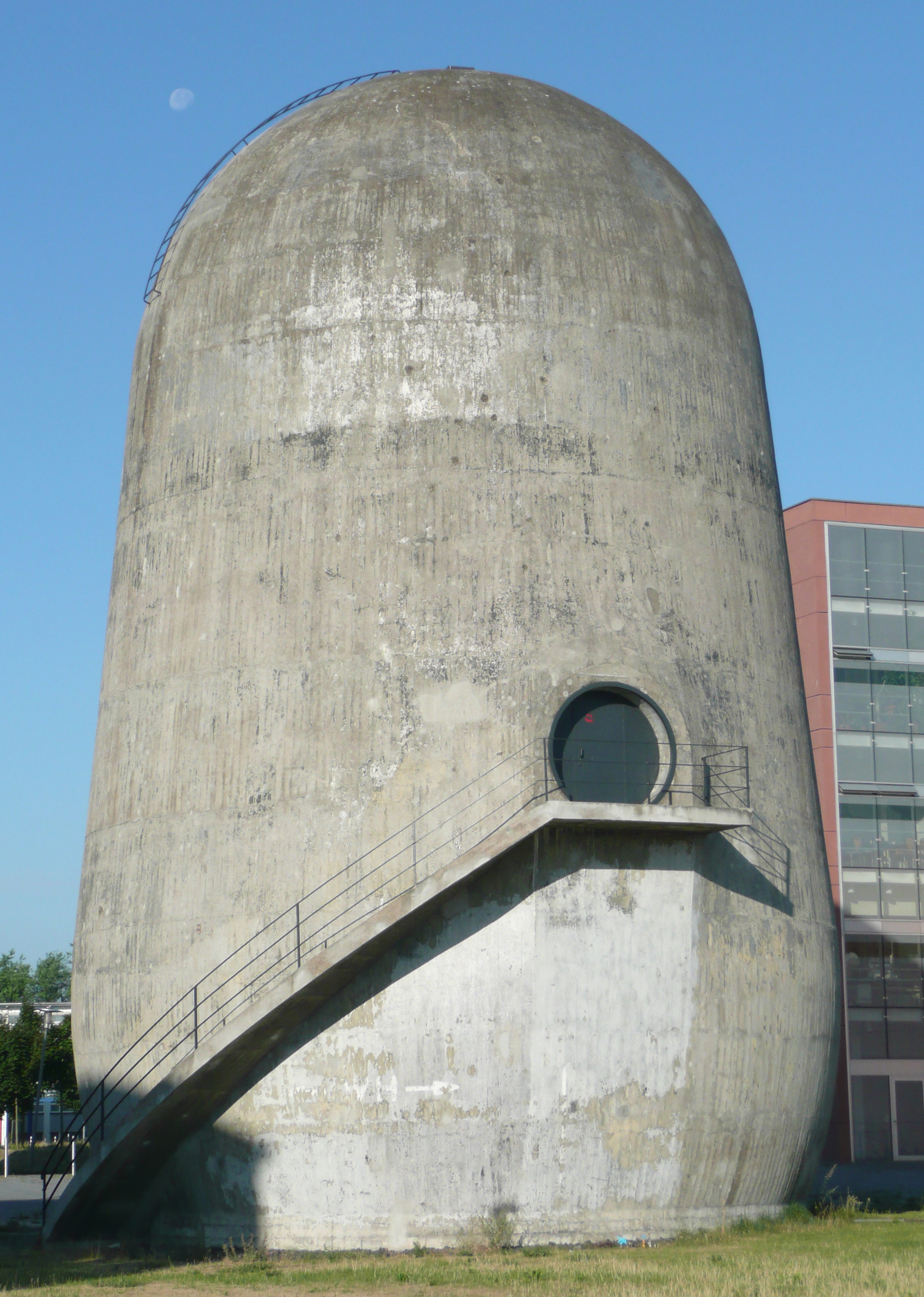
Башня-толстушка в 2010 году.

Ба́шня-толсту́шка (нем. Trudelturm) — двадцатиметровая башня, расположенная в районе Берлина Адлерсхоф. Ранее использовалась как лаборатория при аэропорте Йоханнисталь, в настоящее время сохраняется как памятник промышленной архитектуры в составе Аэродинамического парка.

## История
Башня была построена в 1930-х годах как лаборатория для моделирования нахождения летательных аппаратов в штопоре и нахождения способов выхода из него. Модели вводились в штопор в соответствующие воздушные потоки, последующее изучение производилось с помощью высокоскоростных камер.
В настоящий момент башня не используется по прямому назначению и в числе других сооружений Немецкого института авиации является памятником промышленной архитектуры.

## Башня-толстушка в культуре
В 2005 году из-за своей необычной архитектуры башня использовалась как фон во время съёмок фильма Эон Флакс. Главные герои фильма поднимаются по лестнице и заходят внутрь башни.
В 2020 году группа Scooter использовала башню для съёмки клипа на песню Paul is dead. 
В 2022 году группа Rammstein использовала фотографию башни для обложки альбома Zeit. На фотографии члены группы спускаются по лестнице башни.